# Astelia
Astelia is een geslacht uit de familie Asteliaceae. De soorten uit het geslacht komen voor in Nieuw-Zeeland, Zuidoost-Australië, het zuidelijke deel van Zuid-Amerika en op verschillende eilanden in de Grote Oceaan en Indische Oceaan.

## Soorten
- Astelia alpina R.Br.
- Astelia argyrocoma A.Heller ex Skottsb.
- Astelia australiana (J.H.Willis) L.B.Moore
- Astelia banksii A.Cunn.
- Astelia chathamica (Skottsb.) L.B.Moore
- Astelia fragrans Colenso
- Astelia graminea L.B.Moore
- Astelia grandis Hook.f. ex Kirk
- Astelia hemichrysa (Lam.) Kunth
- Astelia linearis Hook.f.
- Astelia menziesiana Sm.
- Astelia nadeaudii Drake
- Astelia neocaledonica Schltr.
- Astelia nervosa Banks & Sol. ex Hook.f.
- Astelia nivicola Cockayne ex Cheeseman
- Astelia papuana Skottsb.
- Astelia petriei Cockayne
- Astelia psychrocharis F.Muell.
- Astelia pumila (J.R.Forst.) Gaudich.
- Astelia rapensis Skottsb.
- Astelia skottsbergii L.B.Moore
- Astelia solandri A.Cunn.
- Astelia subulata (Hook.f.) Cheeseman
- Astelia trinervia Kirk
- Astelia waialealae Wawra

## Galerij

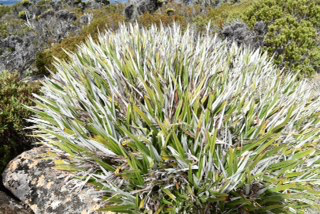
Astelia alpina
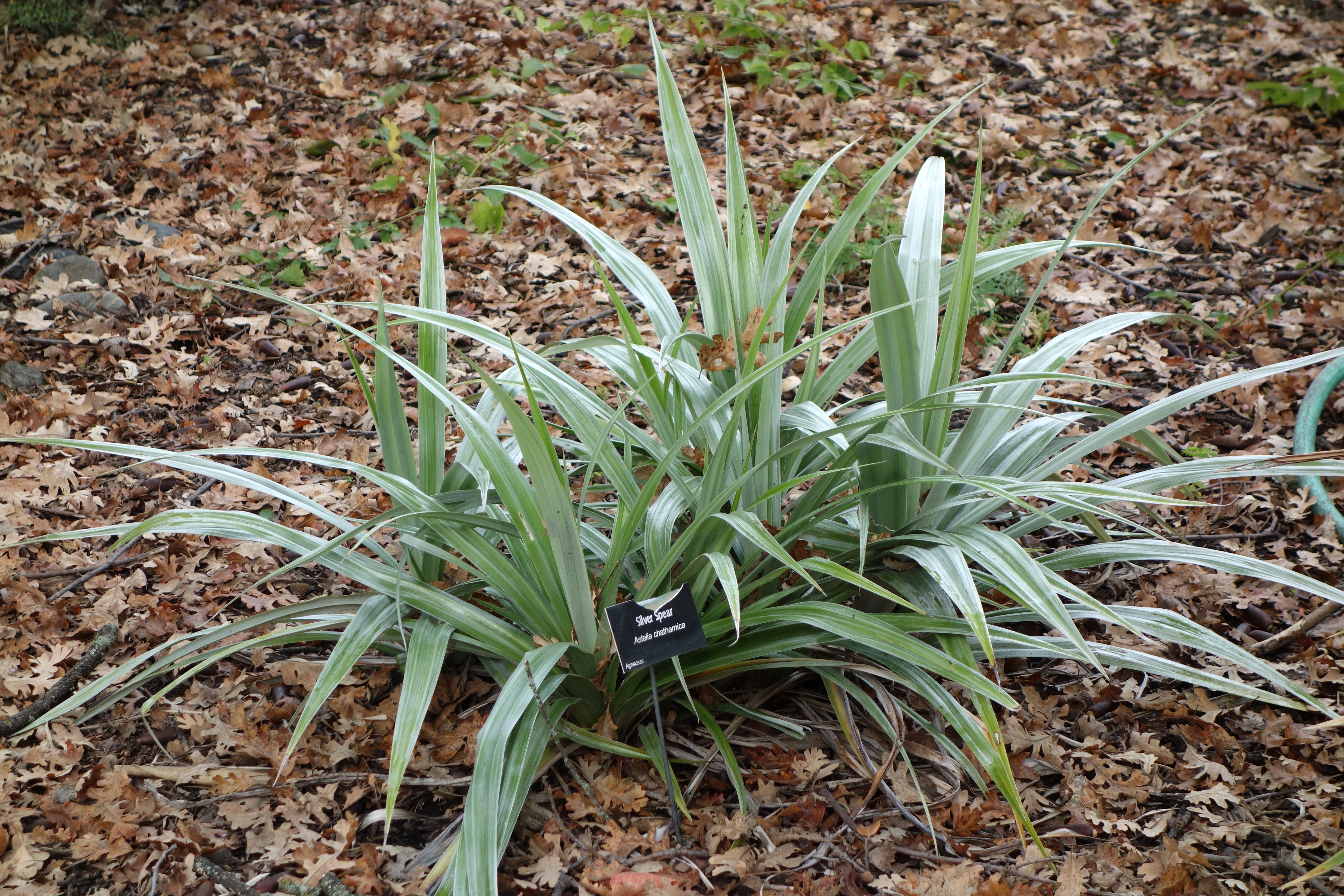
Astelia chathamica
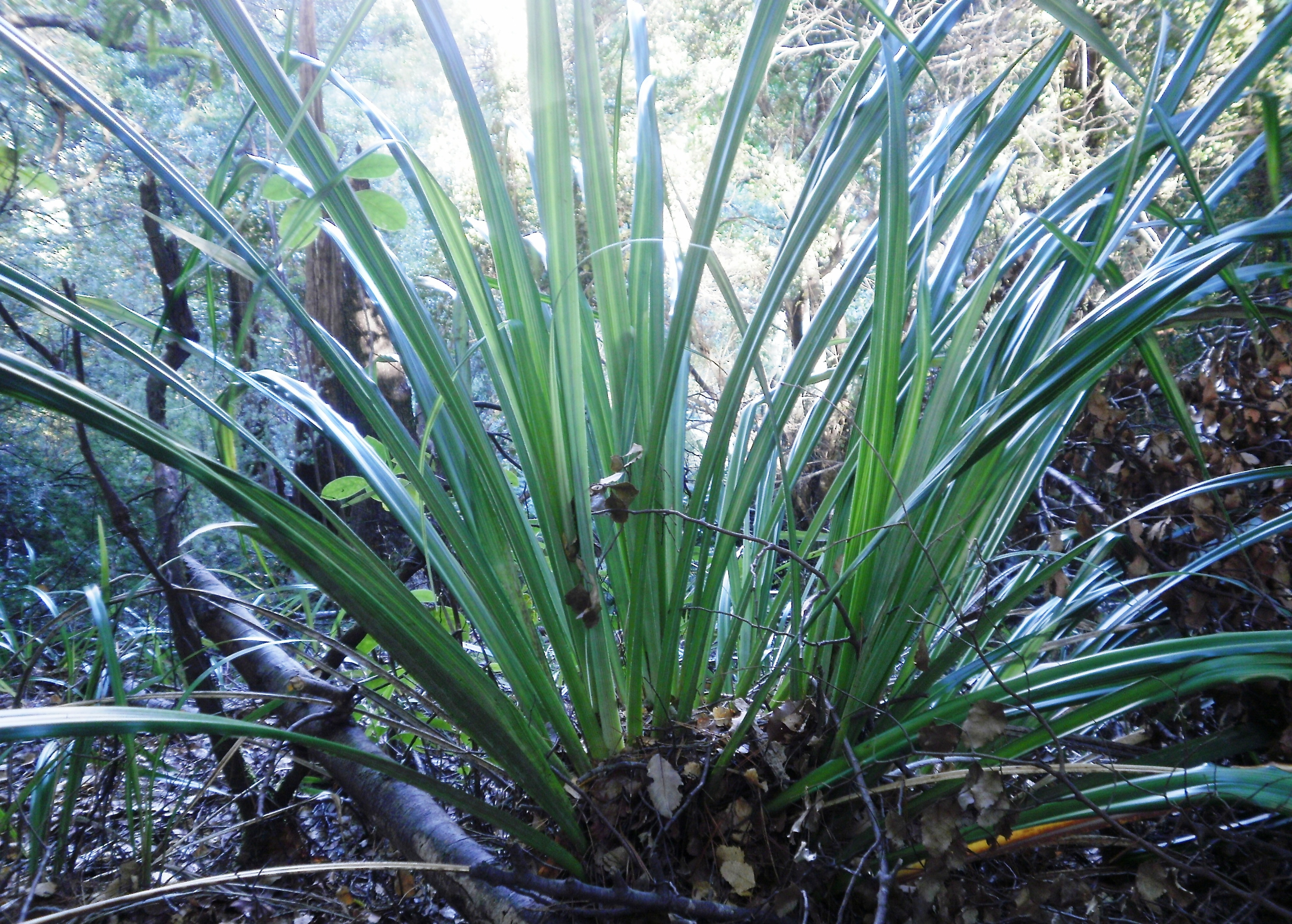
Astelia fragrans
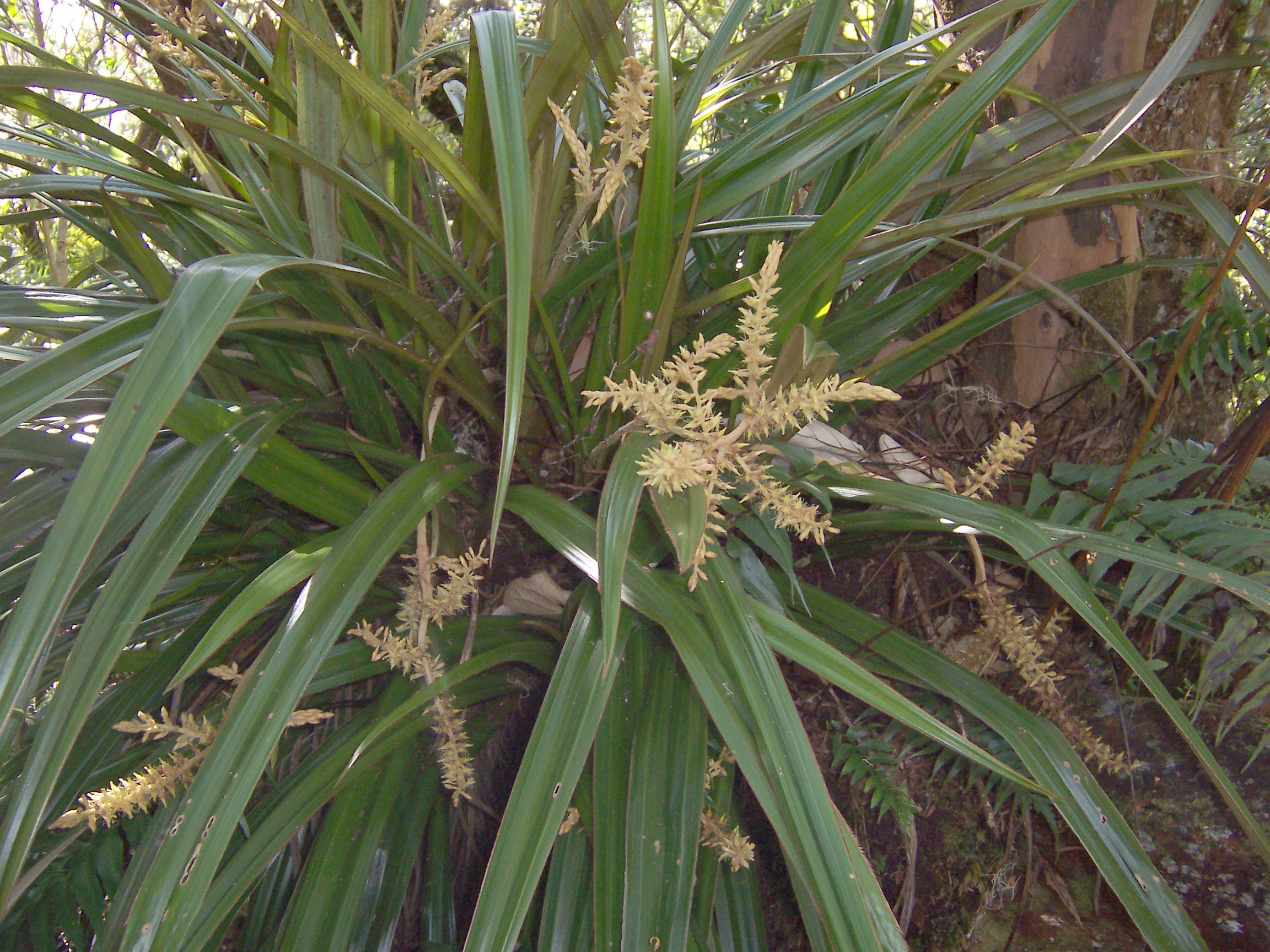
Astelia hemichrysa
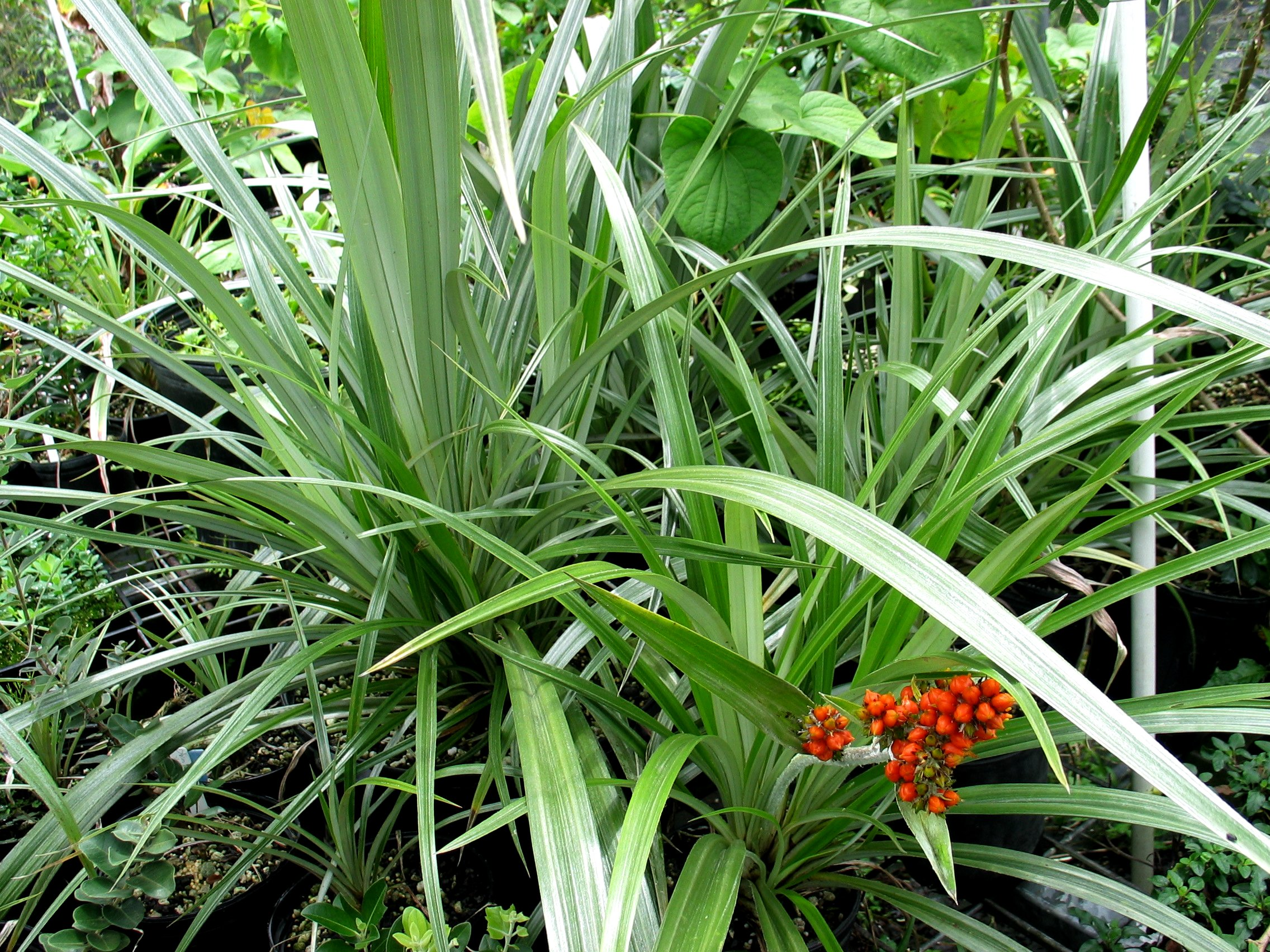
Astelia menziesiana
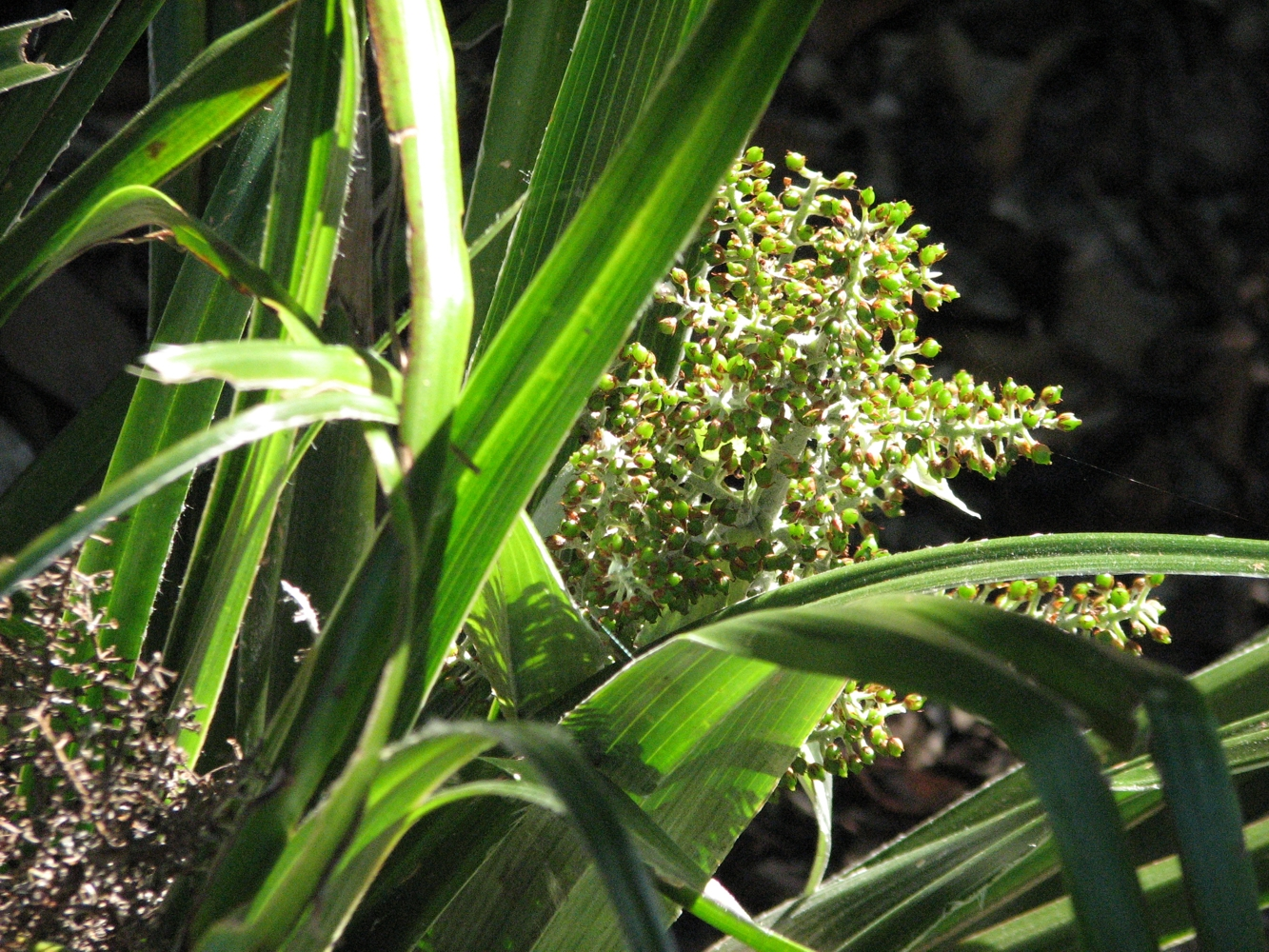
Astelia neocaledonica
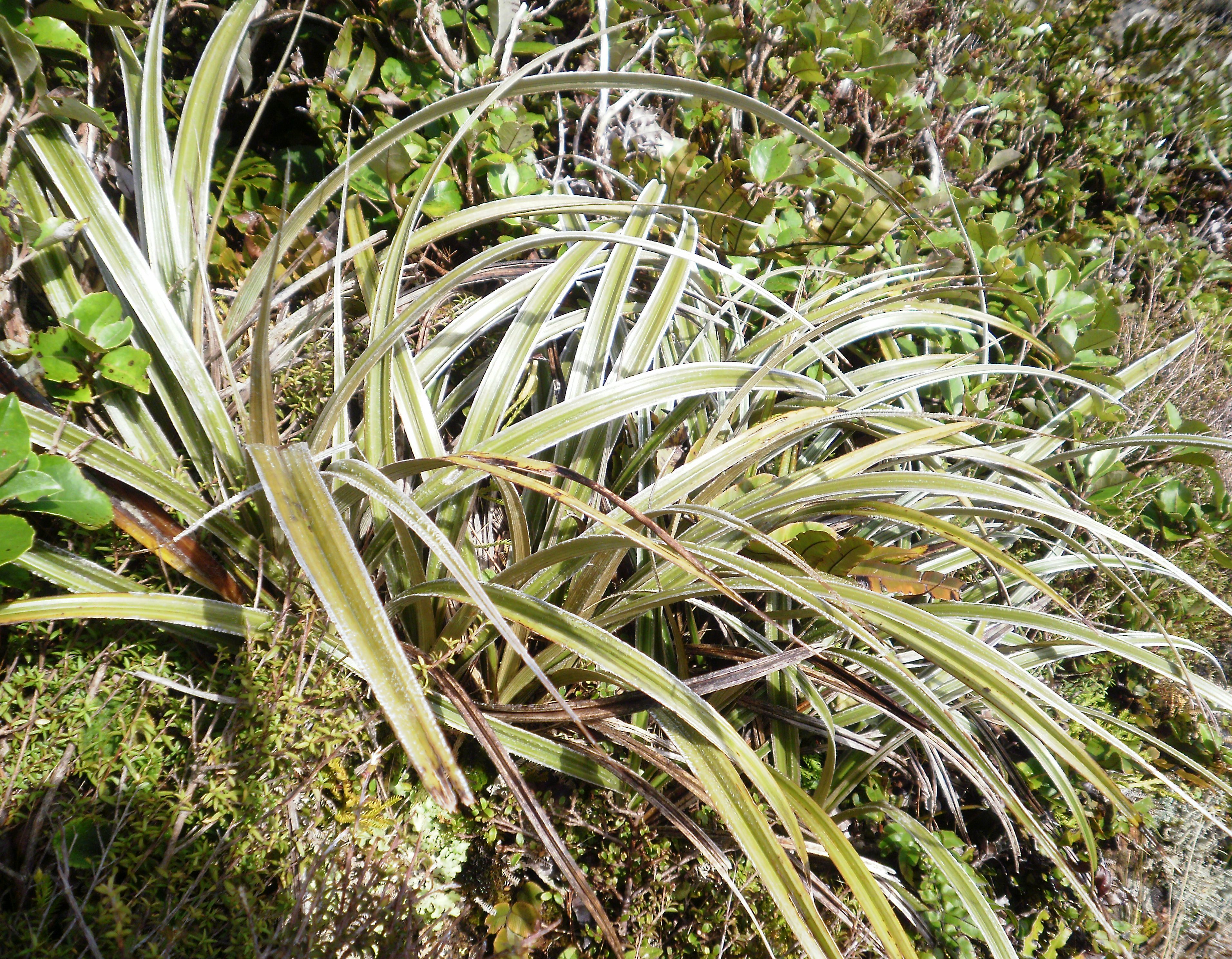
Astelia nervosa
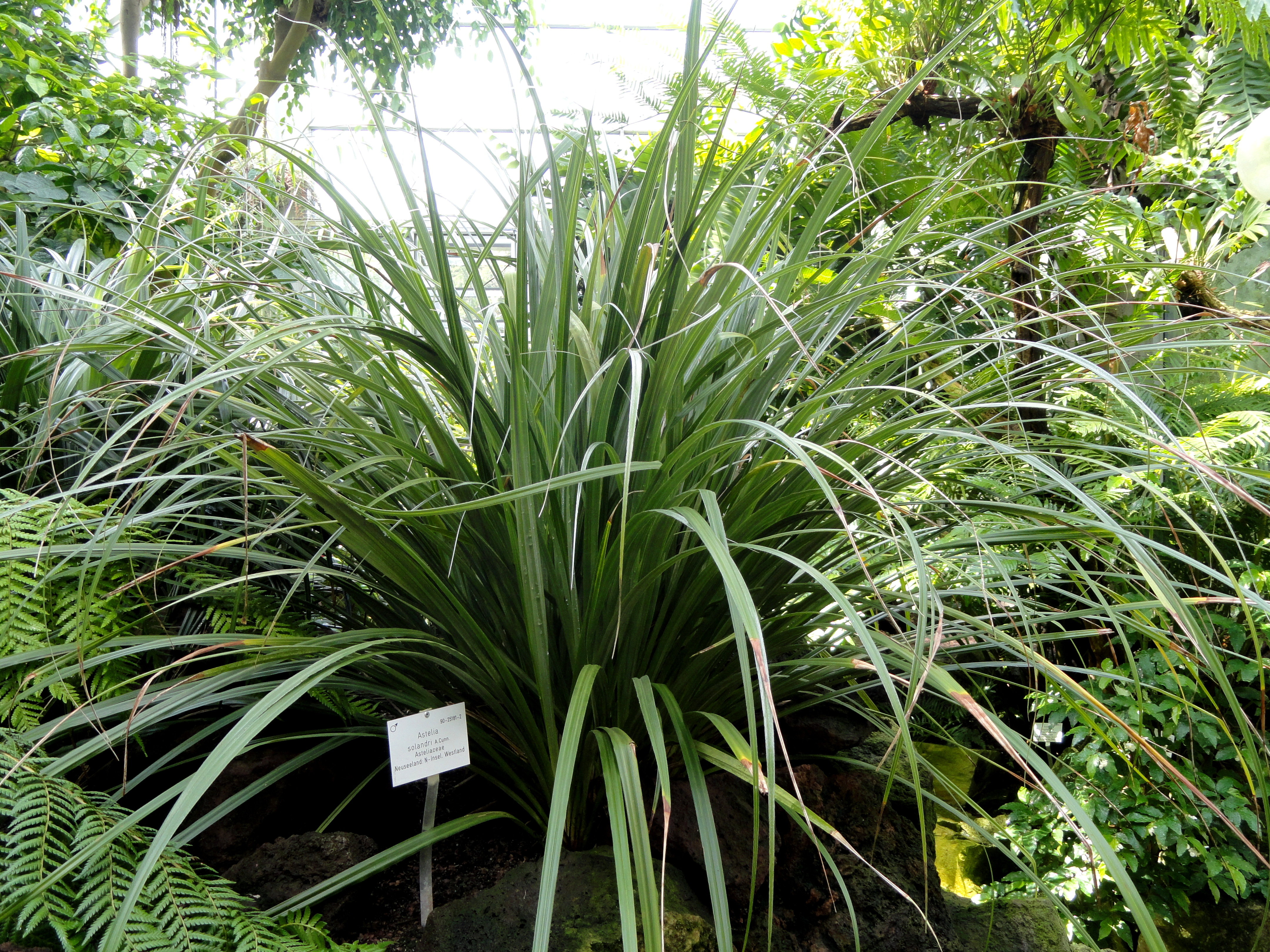
Astelia solandri
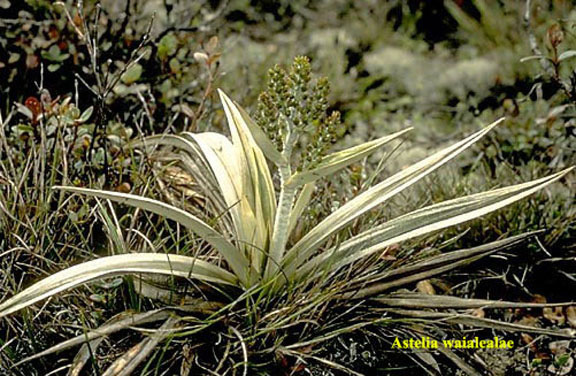
Astelia waialealae